# St. Korbinian (Freising)

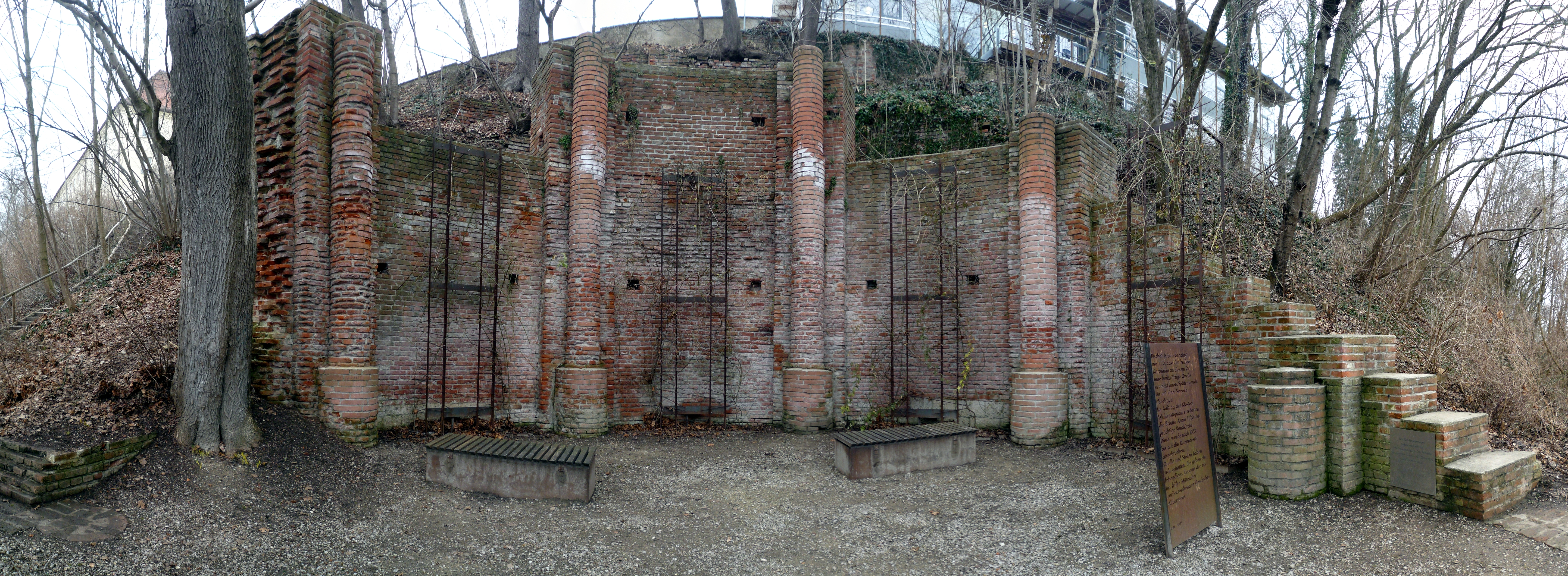
Reste der Kapelle

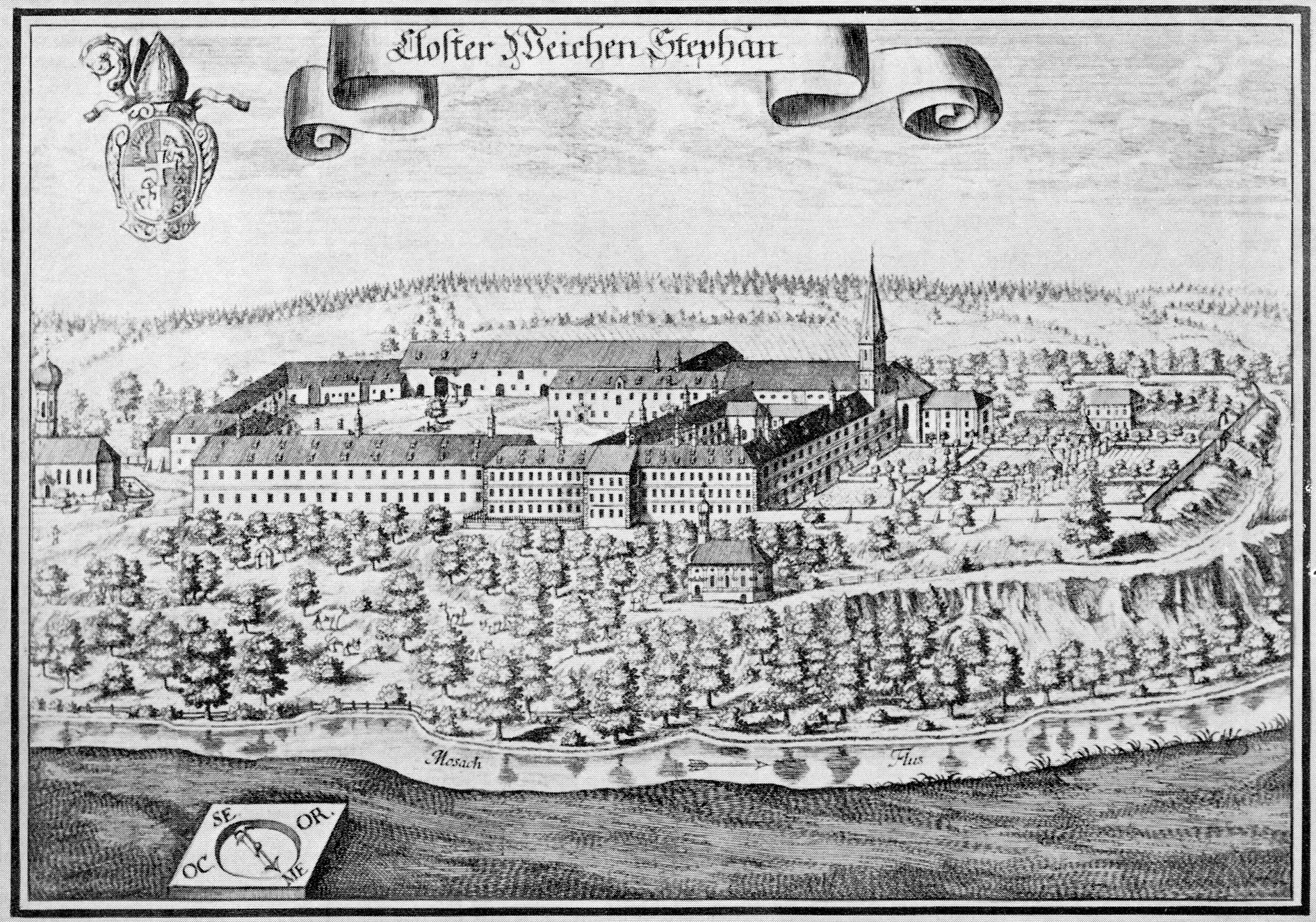
Kupferstich von Michael Wening (um 1700)

Die Kapelle St. Korbinian oder auch Asamkapelle war eine Kapelle am Südhang des Weihenstephaner Bergs in Freising, die über einer Quelle, dem Korbiniansbrünnlein, stand. Die Ruine ist erhalten und kann über die Spazierwege des Weihenstephaner Südhanges erreicht werden. Seit einigen Jahren besteht auch wieder eine Treppe, vom Hofgarten hinab zum Korbiniansbrünnlein.

## Geschichte
Einer Erzählung nach ist der erste Freisinger Bischof Korbinian für die Entstehung der Quelle verantwortlich. Bis dahin musste die kleine geistliche Gemeinschaft auf dem Berg ihr Wasser auf den Berg schleppen. Auf einem Spaziergang am Hang des Bergs soll Korbinian nach einem Gebet seinen Spazierstock in den Boden gestoßen haben. Daraufhin spudelte Wasser hervor und die Quelle erhielt später seinen Namen.
Im Mittelalter war die Quelle ein wichtiger Ort der Korbiniansverehrung. Das Wasser der häufig aufgesuchten Quelle galt als Heilmittel bei Augenleiden und Fieber. Noch für das 18. Jahrhundert gibt es Belege, dass das Quellwasser an der Freisinger Hoftafel große Beliebtheit genoss.

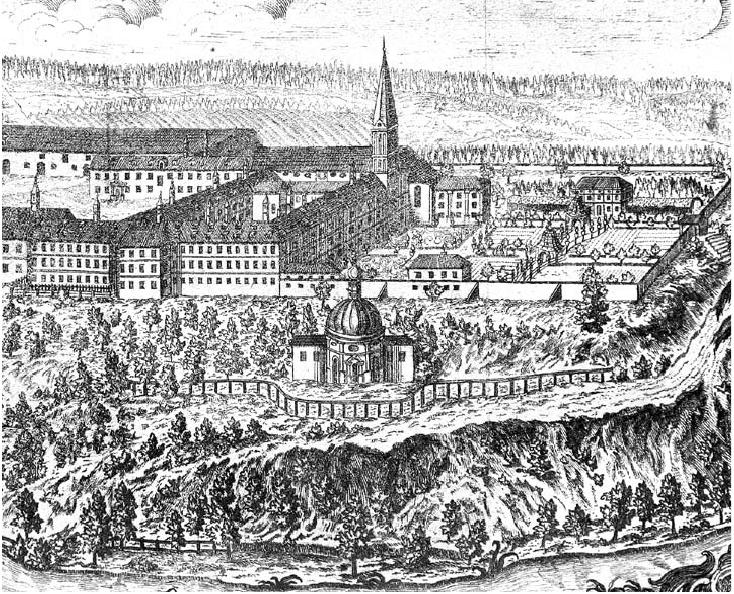
Kloster Weihenstephan mit der Kapelle St. Korbinian am Südhang. Kupferstich von J. A. Zimmermann, 1767, Ausschnitt

Die erste belegbare Quelle für einen Kapellenbau stammt aus dem Jahr 1608. Auf einem Kupferstich von Michael Wening um 1700 ist ein nach Osten ausgerichteter länglicher Bau zu erkennen. Auf dem Westgiebel sitzt ein kleiner Dachreiter. Nähere Informationen über diesen Bau gibt es nicht.

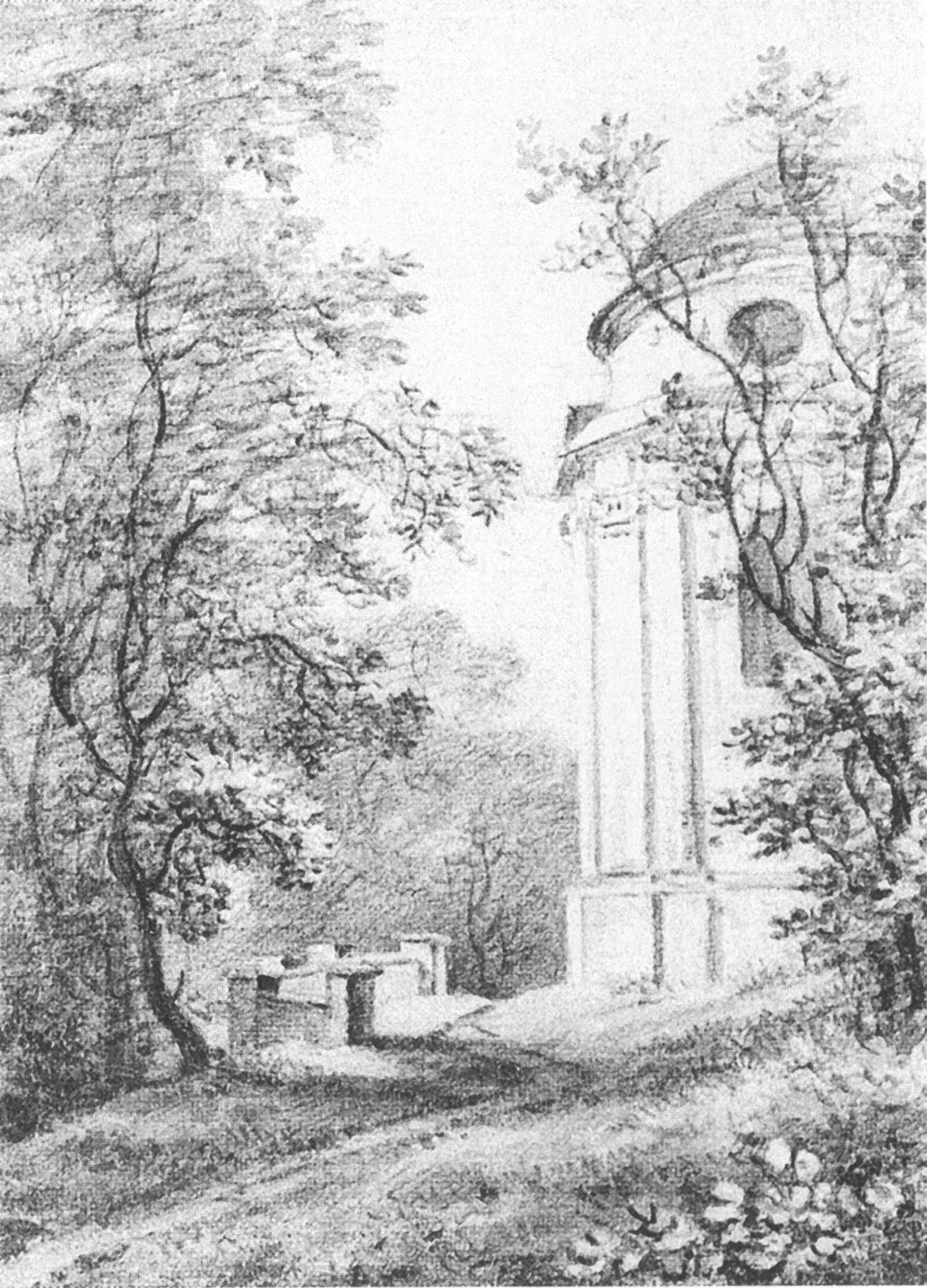
Kreidezeichnung der Kapelle (Stephan Stengel 1801)
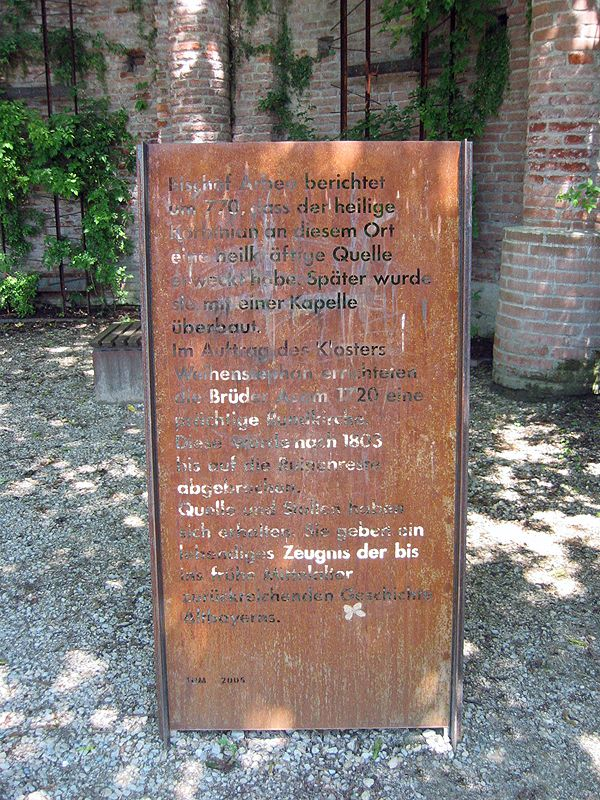
Erinnerungstafel
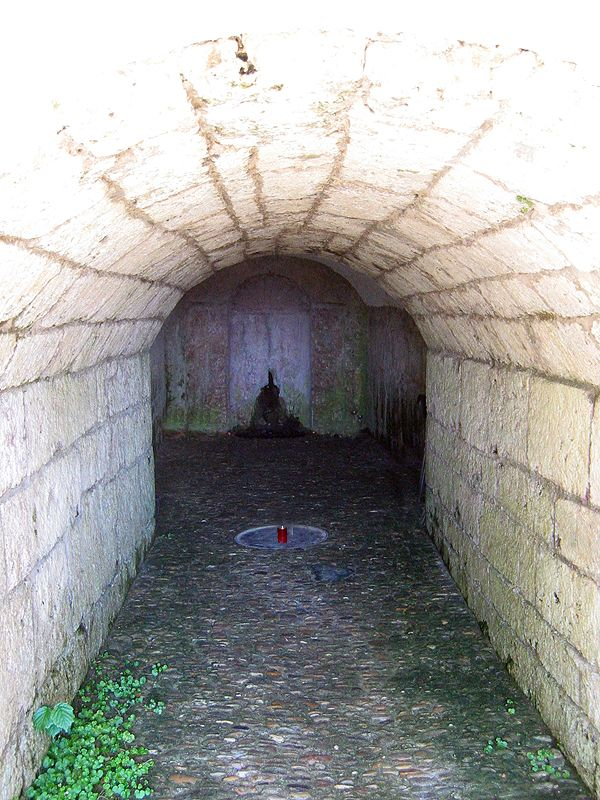
Stollen und Korbiniansbrünnlein

1718 beschloss das Kloster Weihenstephan unter der Führung von Abt Ildephons Hueber die Korbinianskapelle durch einen Neubau zu ersetzen. Die Baukosten von 15.000 Gulden, einer äußerst hohe Summe, waren wohl ursprünglich für den Neubau der Klosterkirche vorgesehen gewesen. Als Künstler für den Bau verantwortlich waren die Gebrüder Asam. Unter ihrer Führung wurde der Rohbau der Kapelle in den Jahren 1718/19 fertiggestellt. Die Ausstattung entstand von April bis Juli 1720. Die Kapelle wurde am 14. Juli 1720 von Johann Franz Eckher von Kapfing und Liechteneck geweiht.
Im Zuge der Säkularisation in Bayern wurde die Kapelle geschlossen und schon 1803 größtenteils abgerissen. Nur die rückseitigen Wände blieben als Stützmauer stehen. Der Brunnen unter der Kirche blieb erhalten und kann noch heute an einigen Tagen im Jahr besichtigt werden. Den Rest der Zeit ist der Zugang mit einem Gitter versperrt um Vandalismus vorzubeugen. 1896 gab es Bemühungen, eine neue Kirche zu bauen, und es wurde zu Spenden aufgerufen. Da dies anscheinend nicht sehr erfolgreich war, wurden diese Planungen zu einem späteren Zeitpunkt wieder eingestellt.
Im Jahr 2000/2001 gab es wieder Planungen für eine Andachtsstätte an der Stelle der Korbinianskapelle. Der Plan eines Münchner Architekturbüros sah einen kleinen Andachtsraum aus Plexiglasstäben vor. Da jedoch dazu Teile des alten Gemäuers hätten entfernt werden müssen, gab man diese Planungen nach Protesten von mehreren Seiten wieder auf.
In den Jahren 2005/2006 wurde die Ruine von Einrichtungen der TU München umgestaltet. Das Konzept des Lehrstuhls für Landschaftsplanung des Wissenschaftszentrums Weihenstephan sieht eine Gestaltung mit verschiedenen Pflanzen, Bänken und gepflasterten Flächen vor. Ermöglicht wurde das Projekt unter anderem durch eine Geldspende in Höhe von 50.000 € des damaligen bayerischen Verkehrsministers Otto Wiesheu, der das Geld anlässlich seines 60. Geburtstags sammelte.